# Plogastel-Saint-Germain
Plogastel-Saint-Germain (bretonsko Plogastell-Sant-Jermen) je naselje in občina v severozahodnem francoskem departmaju Finistère regije Bretanje. Naselje je leta 2008 imelo 2.998 prebivalcev.

## Geografija
Kraj leži v pokrajini Bigouden na skrajnem jugozahodu Bretanjskega polotoka, 12 km zahodno od Quimperja.

## Uprava
Plogastel-Saint-Germain je sedež istoimenskega kantona, v katerega so poleg njegove vključene še občine Gourlizon, Guiler-sur-Goyen / Gwiler-Kerne, Landudec / Landudeg, Peumérit / Purid, Plonéis / Ploneiz, Plonéour-Lanvern / Ploneour-Lanwern, Plovan, Plozévet / Plozeved, Pouldreuzic / Pouldreuzig in Tréogat / Trêgad s 16.540 prebivalci.
Kanton Plogastel-Saint-Germain je sestavni del okrožja Quimper.

## Zanimivosti
- cerkev sv. Petra iz leta 1878,
- kapela sv. Germana Auxerrskega iz 15. in 16. stoletja.